# 药师寺宽邦
药师寺宽邦（1979年—，日语：／ Yakushiji Kanho），日本音乐家、爱媛县临济宗妙心派海禅寺第16代副住持。32岁开始修行，继承家族400年历史的寺庙。他将传统佛经与现代电子乐改编结合。曾在日本、中国大陆、台湾、香港等地巡回演出。他组的乐队名叫“喫茶去”（キッサコ；Kissaquo），源自中国禅宗经典公案当中趙州禪師叫人“吃茶去”。2020年上半年，药师寺举办了一场线上抗疫音乐会，与来自日本和欧美的近60名僧人唱诵《般若心經》。

## 著书
- （2022年）

## 外部連結
- 官方网站 （日語）
- YouTube上的药师寺宽邦頻道
- 药师寺宽邦的X（前Twitter）
- 药师寺宽邦的Facebook專頁
- 药师寺宽邦的Instagram帳戶